# Embraceable You
Embraceable You ist der Titel eines Liedes von George Gershwin aus dem Jahr 1930. Den Text schrieb Ira Gershwin.

## Der Song
Der Song wurde 1928 von Gershwin ursprünglich für die unveröffentlicht gebliebene Operette namens East is West geschrieben. Die Komposition hat 32 Takte und ist in der Liedform ABAC gehalten; sie ist in moderatem Tempo angelegt. Auf eine Viertelpause folgen drei aufsteigende Viertelnoten (e-fis-g), nach einer weiteren Viertelpause wieder die drei Noten, dann ein die Spannung auflösendes a. Die getragenen Notenwerte dominieren den Song. Eine besondere Pointe stellt die einzige Passage mit Achtelnoten im C-Teil (zum Text „come to papa, come to papa, do“) dar, die dem Song den rhythmischen Kick gibt und als Markenzeichen für eine Gershwin-Melodie gelten kann.
Der Song wurde schließlich als Liebeslied in dem Musical Girl Crazy eingesetzt und dort erstmals am 14. Oktober 1930 von Allen Kearns und Ginger Rogers vorgetragen. Das Musical wurde mehrere Male verfilmt (1932, 1943 und als When The Boys Meet The Girls 1965). Verwendung fand der Song auch in den Filmen Rhapsody in Blue und Ein Amerikaner in Paris. Eine erste Plattenaufnahme von Red Nichols und seinen Five Pennies mit Sänger Dick Robertson kam bereits im November 1930 auf Platz 2 der amerikanischen Hitparade. Embraceable You gehört zu den „meistgespielten Gershwin-Songs: eine Ballade von höchster Ökonomie.“

## Wirkung als Jazzstandard
Embraceable You wurde ein Jazzstandard im Swing und im Modern Jazz. Hier sind zunächst die Interpretationen von Pee Wee Russell, Bobby Hackett (1938) und Tommy Dorsey (1941 mit Sängerin Helen O’Connell) zu nennen. 1946 nahm Duke Ellington das Stück erstmals auf. Der Song wurde zu einer bevorzugten Ballade vieler Jazzmusiker des Bebop, wie etwa Charlie Parker (1947) und Dizzy Gillespie. Er wurde auch immer wieder bei den Sessions der Jazz-At-The-Philharmonic-Konzerte gespielt. Als prägende Vokalisten müssen Billie Holiday (1944) und Frank Sinatra (1944, 1960) genannt werden; Sarah Vaughan nahm 1954 mit Clifford Brown eine ebenfalls vielbeachtete Interpretation auf. Dazu kamen später Dinah Washington und Ella Fitzgerald (1983). Peg LaCentra hatte mit „Embraceable You“ einen Cameoauftritt im Joan-Crawford-Film Humoreske (1946).
Weitere Versionen von Embraceable You existieren von verschiedenen Musikern des Swing wie des Modern Jazz, so von George Cables (1987), Stan Getz, Coleman Hawkins, Johnny Hodges, Eric Kloss (1965), Jackie McLean/Sonny Stitt, Glenn Miller, Red Norvo, Joe Pass, Bud Powell, Archie Shepp, Zoot Sims, John Stetch (1996), Art Tatum, Teddy Wilson und Lester Young. Das Stück ist aber auch von Musikern wie Sidney Bechet (1944, 1957) und Ornette Coleman (1960) eingespielt worden.